# 원준량
원준량(元俊良, ?년 12월 18일~?년 1월 27일)은 조선의 무신, 군인, 정치인으로, 임진왜란 때의 장군 원균, 원연, 원용의 아버지이자 원사웅, 원사립의 조부였다. 자(字)는 수부(秀夫), 본관은 원주이다.
1538년(중종 33) 알성시 무과에 급제하여 선전관, 춘추관기사관, 홍문관교리 등을 거쳐 1546년 훈련원습독관 재직 시 중시무과에 을과로 급제해 당상관으로 승진했다. 관직은 수경상좌병사(守慶尙左兵使)에 이르렀고, 사후 아들 원균의 임진왜란 당시 훈공으로 대광보국숭록대부 의정부영의정에 추증되고 평원부원군(平原府院君)에 추봉되었다. 경기도 진위현 출신.

## 생애

### 출생과 가계
출생년대와 출생지는 전하지 않으며, 생일은 12월 18일이다. 원준량은 효력부위(効力副尉)를 지내고 사후 가선대부 호조참판에 추증된 원임(元任)의 둘째 아들이다. 그의 가계는 고려 태조 왕건 때의 호족이자 통합삼한공신(統合三韓功臣) 병부령(兵部令)을 지낸 원극유(元克猷)의 후손으로, 군자감정(軍資監正)에 증직된 원몽(元蒙)의 증손이고, 병조참의(兵曹參議)에 증직된 원숙정(元淑貞)의 손자이다.
그의 선조들은 원주 출신이었으나, 증조 할아버지 원몽이 처가가 있는 경기도 평택군으로 이주하여 정착하였다. 그의 가계는 몰락하였으나 그의 대에 이르러 원준량이 병마절도사를 역임하고, 그의 형 원수량은 군자감부봉사를 역임하였으며, 동생 원국량은 직장을 역임하여 다시 일으켜세운다.
신도비문에 의하면 그는 어린 나이에 소학을 배웠다 하며 이후 서당에 다녔다. 이후에는 그는 이름이 전하지 않는 스승에게서 학문을 배웠다.

### 관료 생활
1538년(중종 33) 알성시(謁聖試) 무과에 급제하여 1544년(중종 39) 선전관이 되고, 그 해 임금으로부터 군령(軍令)을 엄중하게 지키지 못하고 군정(軍政)이 문란해졌다며 질책을 받았다. 이후 춘추관기사관, 홍문관 교리 등을 거쳐 1546년(명종 2) 훈련원습독관(訓鍊院習讀官)으로 재직 중 중시(重試) 무과에 을과로 합격하여 탐화랑(探花郞)을 받고 당상관으로 승진, 이후 절충장군 경상좌도병마절도사를 지냈으며 전라우도 수군절도사로 부임하였다. 
1548년(명종 4) 10월 통정대부(通政大夫)의 품계를 받고 춘천부사(春川府使)로 부임했다가, 1549년 6월 체직되었다. 다시 전라우수사가 되었다. 전라우수사 재직 중, 1552년(명종 6) 제주도에 침투한 왜군을 격퇴하지 않았다 하여 탄핵을 받고 그해 8월 28일 파지도(波知島)로 유배되었다.
1555년(명종 10) 전라우수사 재직 시 전주에 있으면서 왜군침입 보고를 받고도 달량포(達梁浦)에 침입한 왜군을 막지 않았다는 이유로 양사의 탄핵을 받았다. 이후 재상 이준경(李浚慶)이 그를 거두어 서용하여 다시 관직에 올랐고, 1557년(명종 12) 경상좌도 수군절도사로 임명되었으나 사림파의 비판을 받고 사퇴, 낙향하여 향리에 은거하였다. 그해 8월 경상좌도병마절도사에 임명되었다. 1562년 6월 전라좌도 수군 절도사로 부임했으나 뒤에 사헌부의 거듭된 반발로 체직당하였다. 이후 사림파와 갈등하다가 1563년(명종 18) 경상좌도병마절도사, 경상우도병마절도사를 지냈다. 이후 길주목사(吉州牧使)에 이르러 1566년(명종 21) 12월 사헌부로부터 '관고(官庫)의 물건을 실어내어 은(銀)을 사는 밑천으로 전부 투입했다'는 이유와 재산을 증식하는 일에만 몰두하고 폭정을 저질렀다는 이유로 탄핵을 받고 파직되었다.

### 생애 후반
1567년(선조 1년) 절충장군(折衝將軍) 행용양위부호군 겸 오위장(行龍驤衛副護軍兼五衛將)이 되고, 같은 해 행의흥위부호군 겸 오위장(行義興衛副護軍兼五衛將)이 되었다. 1568년 비변사무당상, 그해 6월 첨지중추부사, 1571년(선조 5) 다시 첨지중추부사를 역임했다. 그 뒤 1577년(선조 10년) 경상우도병마절도사에 임명되었으나, 나이가 많아 사퇴하고 고향인 평택 도일동으로 낙향하였다. 1580년 첨지중추부사가 되었다.
사망연대는 미상이며 기일은 1월 27일이다. 묘소는 경기도 평택군 평택읍 여좌동에 안장되었으며 쌍봉으로 안장되었다.

### 사후
후일 아들 원균의 선무훈공으로 1604년(선조 37) 순충적덕병의보조공신 대광보국숭록대부 의정부 영의정 겸 영경연 홍문관 예문관 춘추관 성균관 관상감사에 추증되었고, 평원부원군(平原府院君)에 추봉되었다. 남원 양씨 양성지의 후손 양희증(梁希曾)의 딸 증 정경부인 남원양씨와의 사이에서 원균, 원연, 원용, 원전을 두었다.
1788년(정조 24년) 신도비가 세워졌으며, 비문은 이조판서 겸 규장각 직제학 김재찬(金載瓚)이 지었고 글씨는 이조참판 겸 세자시강원 검교보덕 민병승(閔丙承)이 썼다.

## 가족 관계
- 증조부 : 원몽(증손자 원준량의 출세로 통훈대부 군자감정에 추증)
- 조부 : 원숙정(元叔貞, 기일은 7월 26일, 손자 원준량의 출세로 통정대부 형조참의에 추증)
  - 숙부 : 원건(元健, 생원시에 입격하고 교수역임)
  - 아버지 : 원임(元任, 가선대부 호조참판에 추증)
    - 형 : 원수량(元遂良), 행군자감부봉사, 기일은 2월 15일
    - 동생 : 원국량(元國良)
    - 부인 : 남원 양씨, 양희증(梁希曾)의 딸, 양성지의 후손
      - 장남 : 원균(元均, 1540년 음력 1월 5일 ~ 1597년 음력 6월 19일)
      - 자부 : 파평윤씨(坡平尹氏, 1546년 ~ 1642년 9월 16일, 윤언성(尹彦誠)의 딸)
        - 손자 : 원사웅(元士雄, 1575년 ~ 1597년)
        - 손녀 : 원씨

      - 차남 : 원연(元埏, 1543년 ~ 1597년, 형 원수량에게 양자로 출계)
        - 손자 : 원사립(1569년 ~ 1610년, 사남 원전의 양자로 출계)

      - 삼남 : 원용(元墉), 초명은 원훈(元塤)[3]
      - 사남 : 원전(元塼), 초명은 원오(元墺)
      - 오남 : 원지(元地)
      - 육남 : 원곤(元坤)
      - 칠남 : 원감(元堪)
      - 팔남 : 원해(元垓)
      - 딸 : 원씨
      - 사위 : 성대충(成大忠)

  - 장인 : 양희증(梁希曾)

## 기타
아들 원균, 원연, 손자 원사웅이 모두 임진왜란 때 전사하였다. 그러나 원사웅에게 어린 아들이 있었으므로 후사는 끊기지 않았다.

## 참고 문헌
1. 1 2  원주원씨克猶 33세손 元裕台 細譜
2. ↑  강원도춘천부선생안(江原道春川府先生案)
3. ↑  원연의 사마방목에는 원훈, 원오로 등재되었다.

## 같이 보기
- 원균
- 원사웅
- 이순신
- 윤원형
- 양성지